# Anomobryum worthleyi
Anomobryum worthleyi är en bladmossart som beskrevs av H. Robinson 1967. Anomobryum worthleyi ingår i släktet Anomobryum och familjen Bryaceae. Inga underarter finns listade i Catalogue of Life.